# Bunker villa Ada Savoia

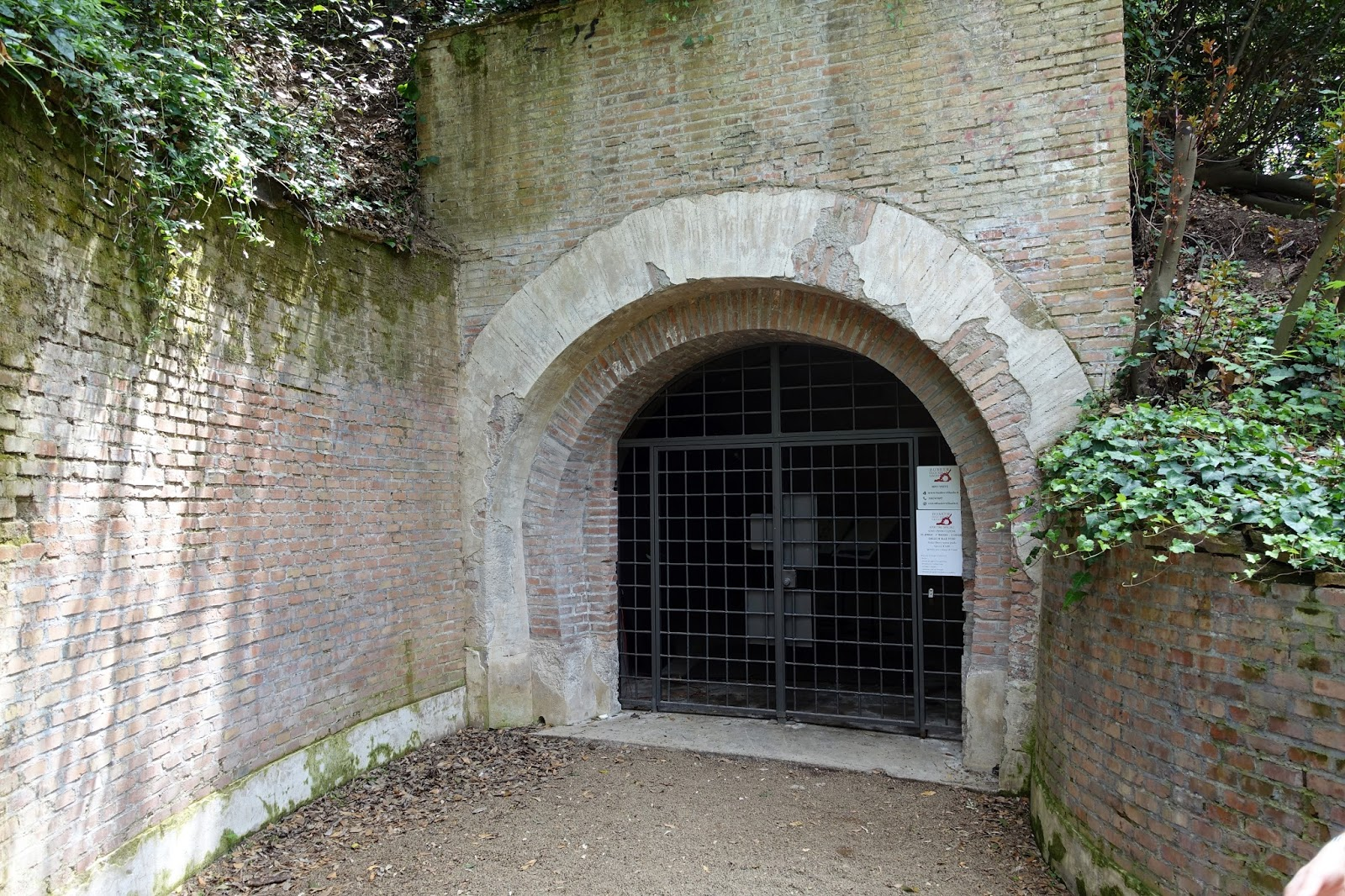
L'accesso al bunker

Il bunker villa Ada Savoia è un rifugio antiaereo situato all'interno di Villa Ada a Roma, un tempo residenza della famiglia reale dei Savoia. Fu realizzato durante la seconda guerra mondiale come luogo di ricovero per i membri della casa reale nell'eventualità di bombardamenti. La villa, conosciuta anche con il nome di Villa Savoia o Villa Reale, era stata acquistata da re Vittorio Emanuele III nel 1904, dopo essere già stata di proprietà di suo nonno Vittorio Emanuele II fra il 1872 e il 1879, quando fu costruita la Palazzina Reale.

## Ubicazione

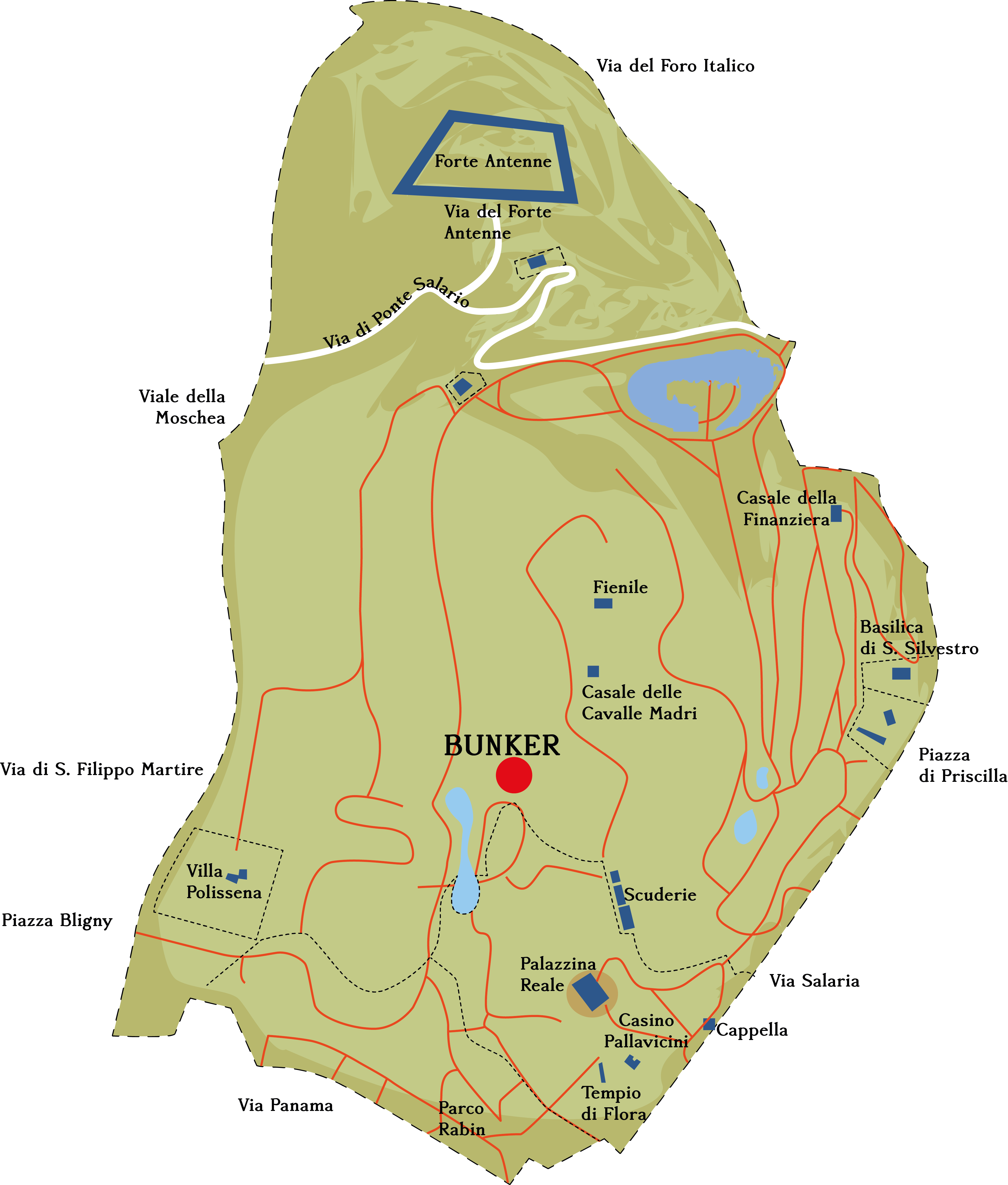
Ubicazione del bunker

Il bunker si trova a circa 350 metri in linea d'aria dalla Palazzina ed è stato scavato all'interno della collina tufacea cosiddetta delle Cavalle Madri, in una zona oggi molto selvaggia, caratterizzata da una ricca vegetazione.
Proprio a causa della distanza dalla residenza reale, il bunker fu realizzato con un ingresso carrabile, che permetteva di entrarvi direttamente a bordo di un'autovettura. Non esistono collegamenti sotterranei con la Palazzina Reale.

## Storia
Il bunker fu realizzato fra il 1940 e il 1942, in piena seconda guerra mondiale a causa del timore, sempre più concreto di bombardamenti strategici da parte delle forze alleate. Ad oggi non esistono documenti ufficiali relativi alla sua realizzazione,  né progetti né  capitolati di spesa o altro. Alla fine del conflitto, con la partenza in esilio dell'ultimo Re d'Italia, Umberto II, il bunker viene abbandonato, tornando alla ribalta solo a partire dal 2010, quando viene identificato da alcune testate giornalistiche come il "Bunker del diavolo" a causa della frequentazione dello stesso da parte di sette sataniche.
Il sito, di proprietà del comune di Roma, è stato dato in concessione gratuita a Roma Sotterranea, associazione vincitrice di un apposito bando che si è fatta carico delle spese di recupero e restauro, ed è stato aperto al pubblico il 24 marzo 2016. Le visite hanno chiuso quasi esattamente 5 anni dopo, il 21 marzo 2021, quando è scaduta la convenzione stipulata tra l'associazione e la Sovrintendenza capitolina ai beni culturali.

## Struttura

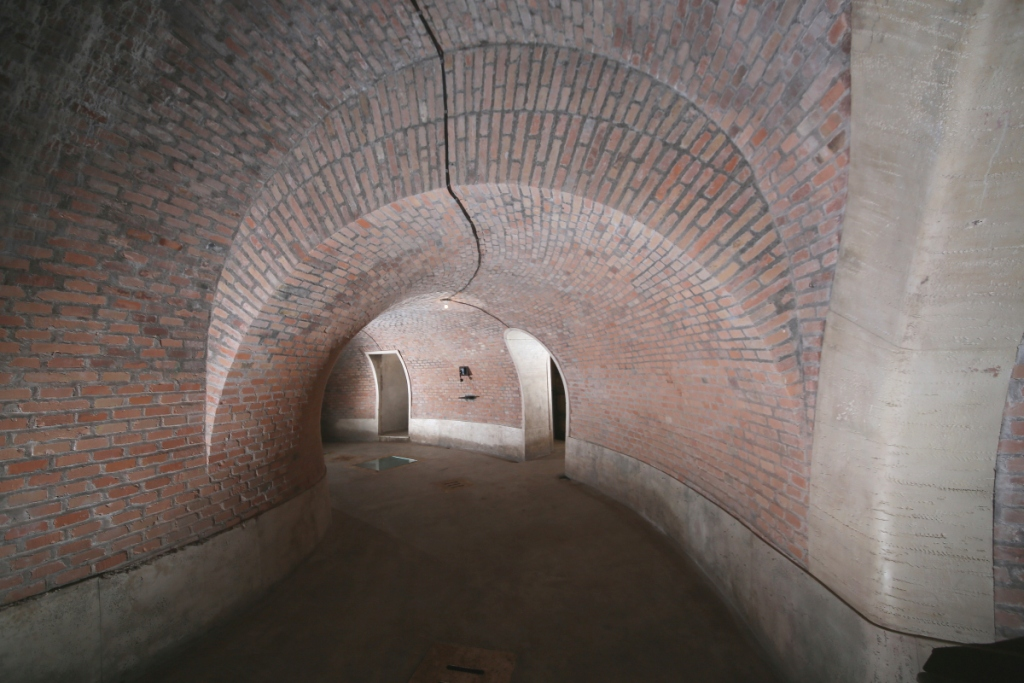
L'area dedicata al ricovero delle autovetture

Il bunker è una struttura a pianta quasi perfettamente circolare con uno sviluppo di 207 m², a forma di toro. Esternamente si presenta con un ingresso ad arco in mattoni; segue una galleria d'ingresso lunga circa 10 metri, alla fine della quale si trova una porta carrabile a due ante, ognuna del peso di 1800 chili, realizzate con la struttura esterna in ferro e riempite con cemento. Il complesso sistema di chiusura della porta consta di 6 deviatori per ogni anta, 3 superiori e 3 inferiori, che grazie ad una ruota dentata centrale si inseriscono all'interno del soffitto e del pavimento. Superato il portone si entra nella parte del rifugio dedicata al ricovero delle autovetture. L'ambiente presenta muri e volte in mattoni con archi ribassati, zoccoletto e cornici con finitura in finto travertino, che, insieme agli angoli arrotondati sono elementi tipici del razionalismo italiano in voga in quel periodo. Dalla zona adibita al ricovero autovetture parte un corridoio che, attraverso una porta blindata munita di spioncino apribile e guarnizione in gomma, porta ad una scala a chiocciola composta da 40 gradini ed alta 13 metri. La scala fungeva da uscita d'emergenza.

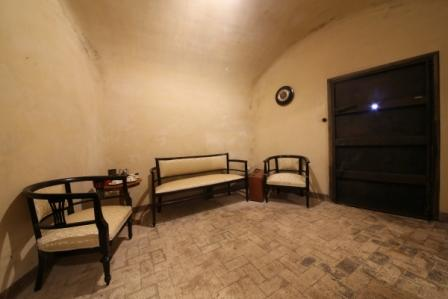
La stanza rifugio

Le due stanze rifugio sono invece caratterizzate da muri stuccati e pitturati in una tonalità crema. Alla prima si accede alla fine dell'area dedicata alle autovetture, ed era il vero e proprio cuore del bunker: un sistema di aerazione permetteva di portare in sovrapressione l'ambiente, evitando l'ingresso di gas potenzialmente nocivi. La stanza ha due porte in ferro antigas, dotate di spioncino fisso e guarnizioni in gomma. Altre due porte in legno portano ad altrettanti piccoli ambienti: uno composto da antibagno con lavandino e bagno con water, l'altro nel quale trova posto un "elettroventilatore a pedaliera", che poteva far funzionare l'impianto di aerazione anche in assenza di energia elettrica, grazie ad una "bicicletta", ancora in parte presente. Il complesso sistema di tubazioni, in buona parte ancora visibile fino al 2010, non è più presente.
La seconda stanza rifugio, cui si accede dalla prima, è dotata di una porta blindata con spioncino fisso e guarnizione in gomma che dà sulla galleria di ingresso, subito prima della grande porta carrabile.

### L'impianto elettrico
L'impianto di illuminazione - compresi interruttori, portalampade in porcellana, prese, interruttori e quadro elettrico - è composto da pezzi originali. L'alimentazione avviene attraverso batterie caricate con un pannello solare anamorfo. Questa soluzione si è resa necessaria in quanto il bunker non è più servito da un'utenza elettrica.

### Il sistema di aerazione
Il sistema di aerazione era presente anche nell'ambiente dedicato alle autovetture e nella stanza rifugio più esterna, che fungevano da zone cuscinetto. La stanza rifugio più interna, per accedere alla quale, da qualunque punto del bunker si provenisse, era necessario superare due porte, era dotata di un sistema di aerazione ancora più efficiente, con ben sei bocchette per l'aria. Sono ancora presenti lungo i condotti due elementi per il filtraggio dell'aria. Le tubazioni avevano diversi punti di presa: uno presso la galleria esterna e tre nella parte alta della collina,

### Il trattamento delle acque reflue
Il bunker era dotato di due bagni. Non esistendo nelle vicinanze una condotta fognaria, si optò per la creazione di una vasca Imhoff (dal nome del suo inventore, il tedesco Karl Imhoff). La vasca Imhoff è visibile nella zona di ricovero delle auto, tramite un'apertura protetta da un vetro.

### Lo scudo di protezione

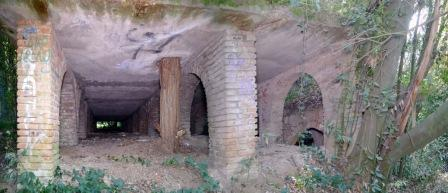
Lo scudo di protezione in cemento armato

Al di sopra del bunker ed in corrispondenza di buona parte di questo, si trova una struttura realizzata con due grandi piastre in cemento armato che coprono in totale un'area di 212 m². Le piastre poggiano su muretti in mattoni con aperture ad arco. In caso di bombardamento aereo, le piastre avrebbero fatto detonare la bomba e sarebbero collassate, dissipando il potere deflagrante dell'ordigno.